# Milano soprano
Milano soprano è il secondo album in studio del DJ producer italiano Don Joe, pubblicato il 9 luglio 2021 dalla Columbia Records.

## Descrizione
L'album, che celebra la carriera ventennale di Don Joe, vede le collaborazioni di alcuni degli artisti più noti della scena urban milanese.

## Tracce
1. Big Checks (feat. Jake La Furia, Shiva) – 2:27
2. Tutto (skit) – 0:20
3. Desert Eagle (feat. Gué Pequeno, Sacky) – 2:49
4. Kandinsky (feat. Ernia, Rose Villain) – 2:49
5. Ratatata (skit) – 0:15
6. Bandito (feat. Emis Killa, Paky) – 2:37
7. Dogo Gang Bang (feat. Dogo Gang) – 3:53
8. Guerriero (feat. Marracash, Venerus) – 2:46
9. Condanna (skit) – 0:18
10. Banlieue (feat. 167 Gang) – 2:31
11. Giungla (feat. Philip, Il Ghost) – 2:33
12. Scommessa (skit) – 0:18
13. Prima o poi (feat. Jack the Smoker, Silent Bob) – 2:55
14. Piccolo principe (feat. Massimo Pericolo, Nerissima Serpe) – 2:57
15. Jackpot (feat. J-Ax, Coma_Cose, Myss Keta) – 3:41
16. Orizzonte (skit) – 0:24